# أسد اللات

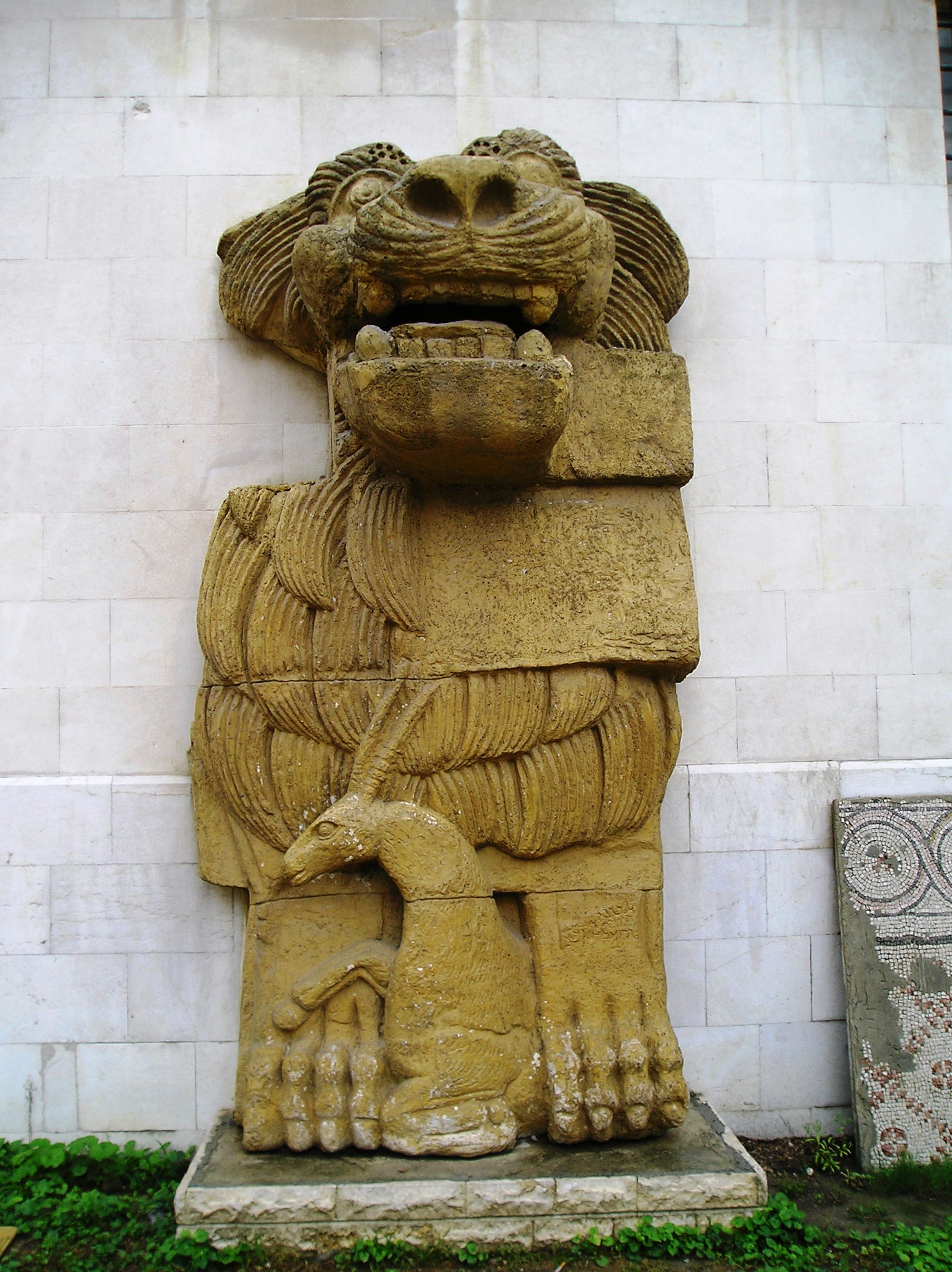
التمثال قبل عملية الترميم في 2005.

أسد اللات هو تمثال قديم كان يتصدر واجهة معبد اللات في تدمرفي سوريا. في 27 يونيو 2015، تعرض التمثال لأضرار جسيمة من قبل تنظيم الدولة الإسلامية بعد استيلائها على تدمر. وفي النهاية نقله المتحف الوطني بدمشق وتم ترميمه وعرضه مرة أخرى.

## معرض الصور

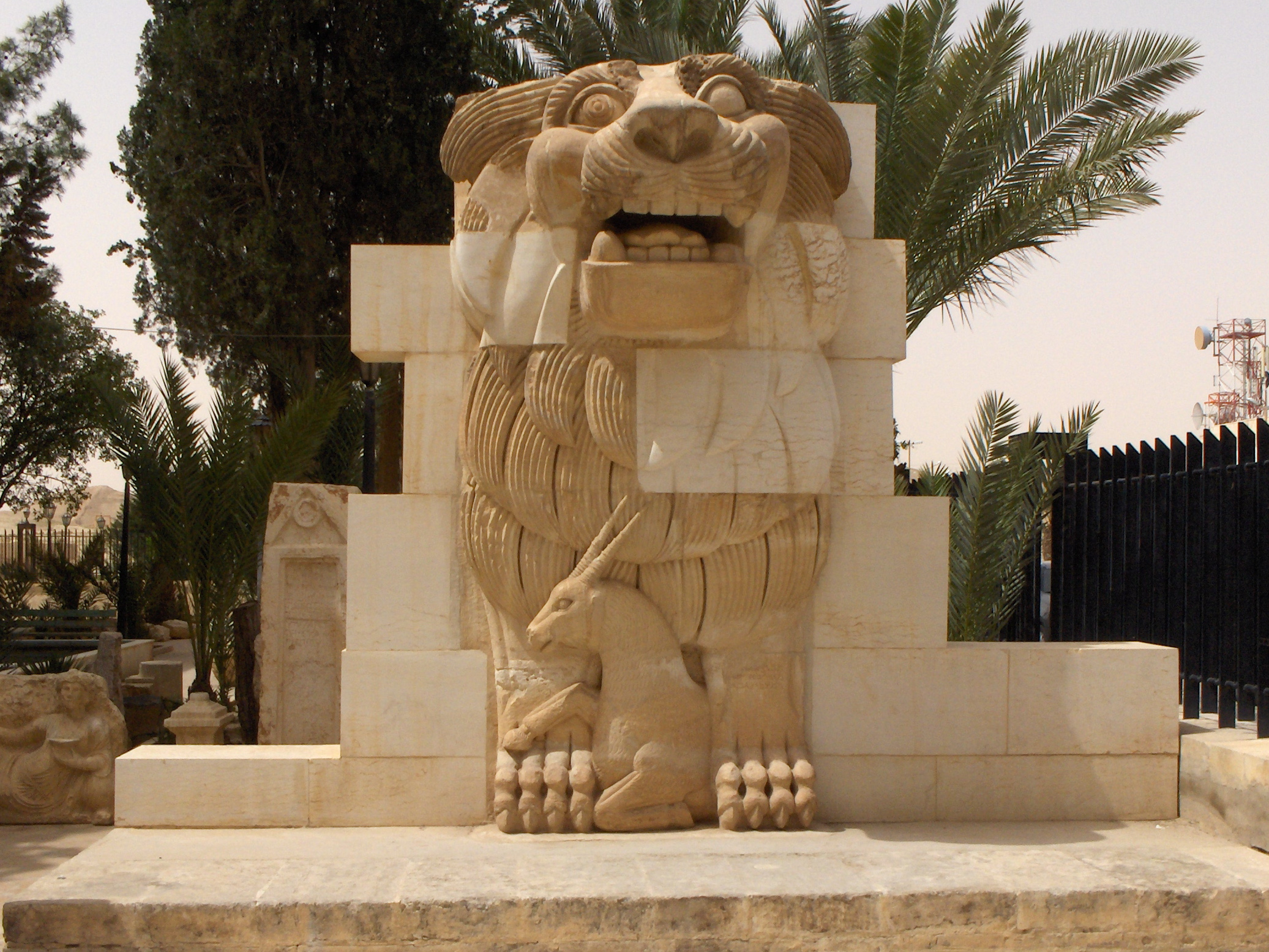
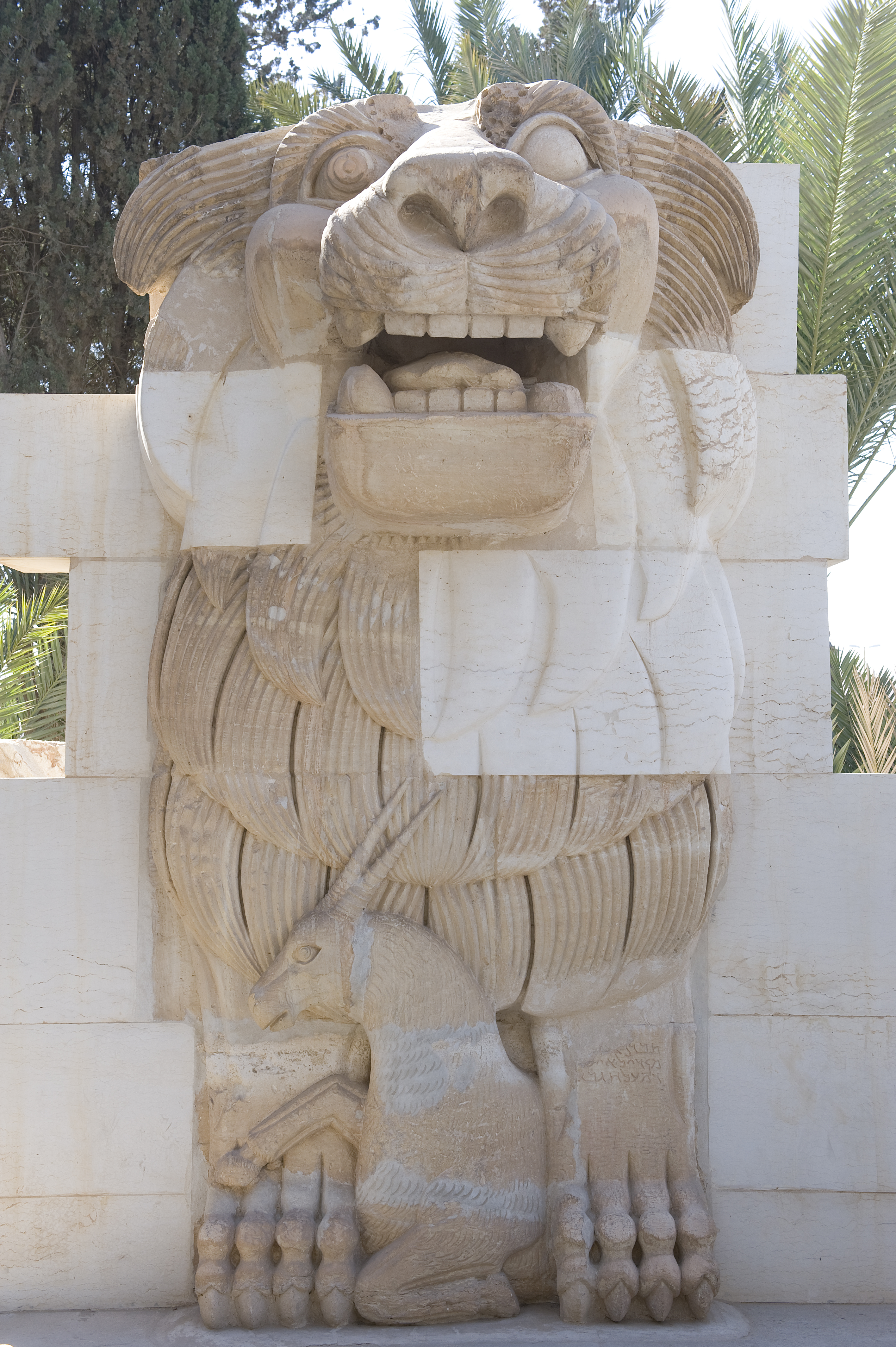
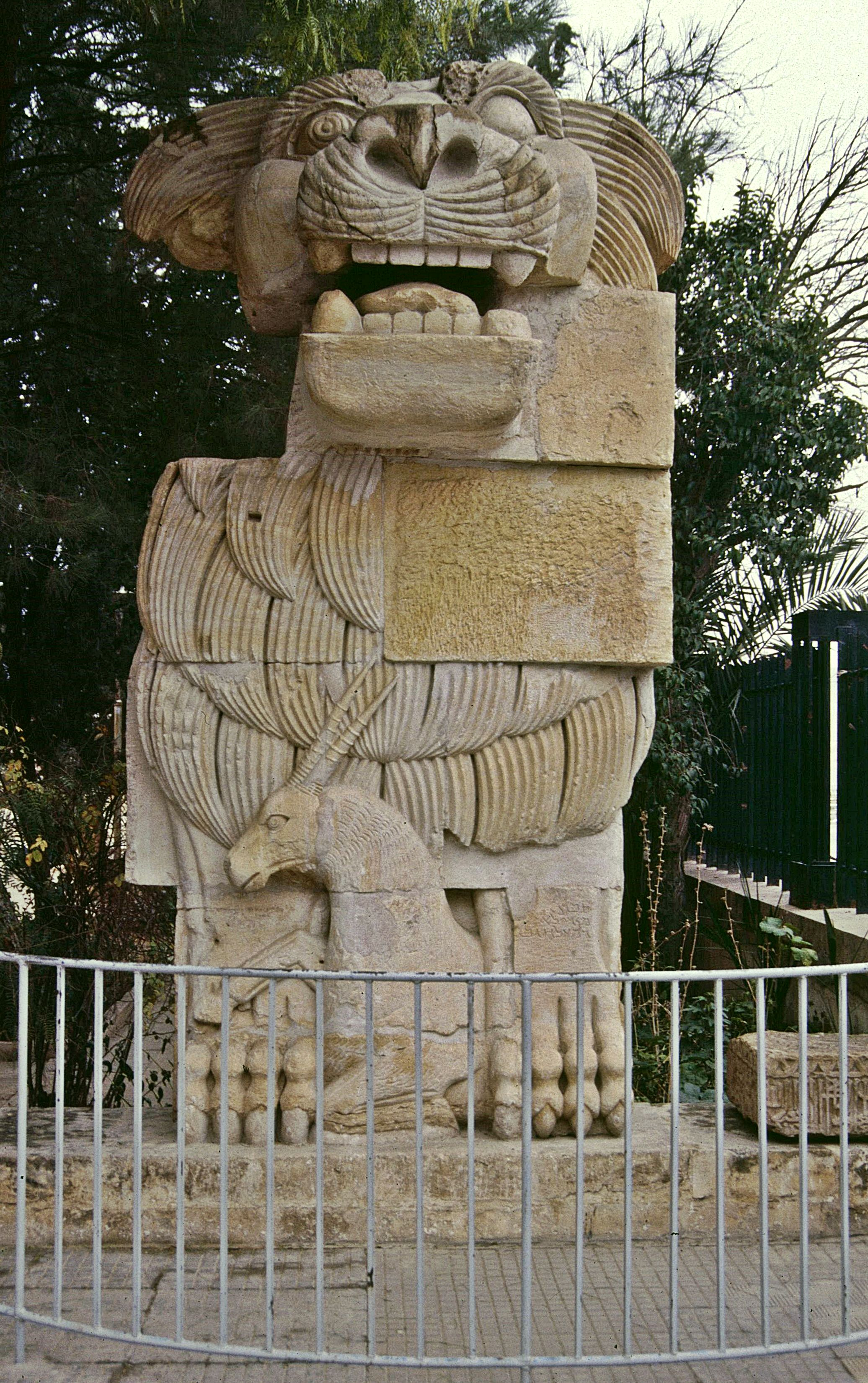
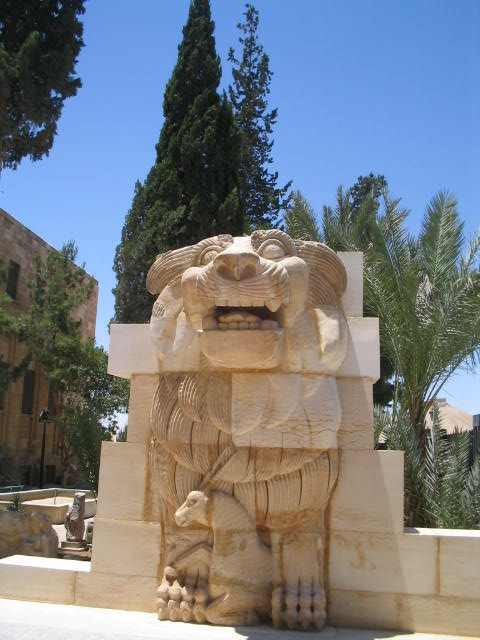

## الوصف
التمثال يصور أسداً يطبق على غزالاً جاثياً، تم صنعه من أحجار مربعة من الحجر الجيري في أوائل القرن الأول الميلادي بارتفاع 3.5 متر، ووزن 15 طن. بحسب أساطير المنطقة، فالأسد هو رسول الآلهة إلى البر، وحامي اللاجئين إلى معبدها. يرمز الغزال إلى العطاء والمحبة، حيث كان سفك الدماء محرماً ثأراً للات. كان مخلب الأسد الأيسر المتضرر جزئياً منقوش عليه بالتدمرية (PAT 1122) والتي تعني: tbrk ʾ[lt] (اللات سوف يرحم) mn dy lʾyšd (أياً كان لن يسفك دمه) dm ʿl ḥgbʾ (الدم في الحرم).

## خلفية تاريخية
اُكتشف التمثال عام 1977 بواسطة مجموعة من الأثريين البولنديين تحت إشراف د.ميكال غافليكوفسكي. وتم اكتشافه كقطع غير مجمعة، أعيد استخدامها في العصر العتيق لتأسيس المعبد. وتقرر تجميع القطع ووضع التمثال في مدخل متحف تدمر. تولى المهمة المرمم جوزف غازي. عام 2005، خضع التمثال للترميم لمعالجة مشكلات نتجت عن عملية التجميع. في النهاية، تم استعادة التمثال في تجميع للشكل الأصلي المطلوب- كأسد يقفز خارجاً من الجدار. أثناء الحرب الأهلية السورية أصيب التمثال وتم تغطية التمثال بلوحة معدنية وأكياس من الرمال لحمايته من القتال.
في 27 يونيو 2015، تعرض التمثال لأضرار جسيمة من قبل تنظيم الدولة الإسلامية بعد إستيلائها على تدمر. بعدما استرد الجيش السوري تدمر، أصدر المدير العام للمتاحف والتحف مأمون عبد الكريم بياناً بأن قطع التمثال لا تزال في مكانها وأنه من الممكن إعادة تجميعها مرة أخرى، معطياً الأمل بإمكانية ترميم التمثال. تم نقل التمثال إلى دمشق عام 2016، وأجريت له عملية ترميم شاملة. في 1 أكتوبر 2017، تم الانتهاء من أعمال الترميم بالكامل والتمثال معروض حالياً في المتحف الوطني بدمشق، حتى يتم التأكد من سلامة نقله إلى تدمر مرة أخرى.

## انظر ايضا
- تدمير تنظيم الدولة الإسلامية (داعش) للمواقع التراثية
- معبد بل